# Sergio Adolfo Govi
Sergio Adolfo Govi OFMCap (* 30. Juni 1934 in Ospitaletto; † 31. Mai 2016) war ein italienischer Ordensgeistlicher und römisch-katholischer Bischof von Bossangoa in Zentralafrika.

## Leben
Sergio Adolfo Govi trat der Ordensgemeinschaft der Kapuziner bei und empfing am 2. April 1960 die Priesterweihe. 
Papst Paul VI. ernannte ihn am 5. Juni 1975 zum Koadjutorbischof im zentralafrikanischen Bossangoa und Titularbischof von Tortibulum. Der Sekretär der Kongregation für die Evangelisierung der Völker, Erzbischof Bernardin Gantin, spendete ihm am 26. Oktober desselben Jahres die Bischofsweihe; Mitkonsekratoren waren Léon Chambon OFMCap, Bischof von Bossangoa, und Bruno Foresti, Weihbischof in Modena-Nonantola.
Mit dem Rücktritt Léon-Toussaint-Jean-Clément Chambons folgte er ihm am 22. April 1978 als Bischof von Bossangoa nach. 
Am 10. Juni 1995 nahm Papst Johannes Paul II. seinen vorzeitigen Rücktritt an.